# Château de Cadéac
Le château de Cadéac est un château datant du XIIIe siècle, construit à l'initiative du comte d'Aure Sanche-Garcie.

## Localisation
Le château est situé sur la commune de Cadéac, en vallée d'Aure dans le département français des Hautes-Pyrénées en région Occitanie. Il est implanté sur un piton au sud-ouest du bourg au-dessus de la chapelle Notre-Dame de Pène-Tailhade.

## Histoire
D'après la tradition historique le château aurait été construit au XIIe siècle par le comte d'Aure Sanche-Garcie en même temps que les châteaux de Tramezaïgues (canton de Vielle-Aure) et Labarthe. 
Dans son état actuel le château est datable du XIIIe siècle. A partir de 1608 il sert de prison pour les villages de la vallée d'Aure à l'exception de la haute-vallée desservie par le château-prison de Tramezaïgues. Les habitants de Cadéac et des autres villages doivent s'y relayer en cas de besoin, pour assurer la garde et le guet. 
En 1626 le château fait l'objet d'une inspection par le vice-sénéchal d'Armagnac. Consolidé en 1707, il fut désaffecté à la fin du XVIIIe siècle. En 1792 ses matériaux servirent à la construction d'un hôpital à Arreau.

## Description
Le château comporte un donjon, une basse-cour en terrasse et une enceinte dont il ne reste que des ruines. Le donjon se compose d'un rez-de-chaussée et de deux étages desservis par un escalier droit ménagé dans l'épaisseur du mur. Les chaînages en pierre de taille calcaire ont été en grande partie arrachés et les parements extérieurs des murs sont percés de trous de boulin.

## Galerie d'images

Sélection de vues du château
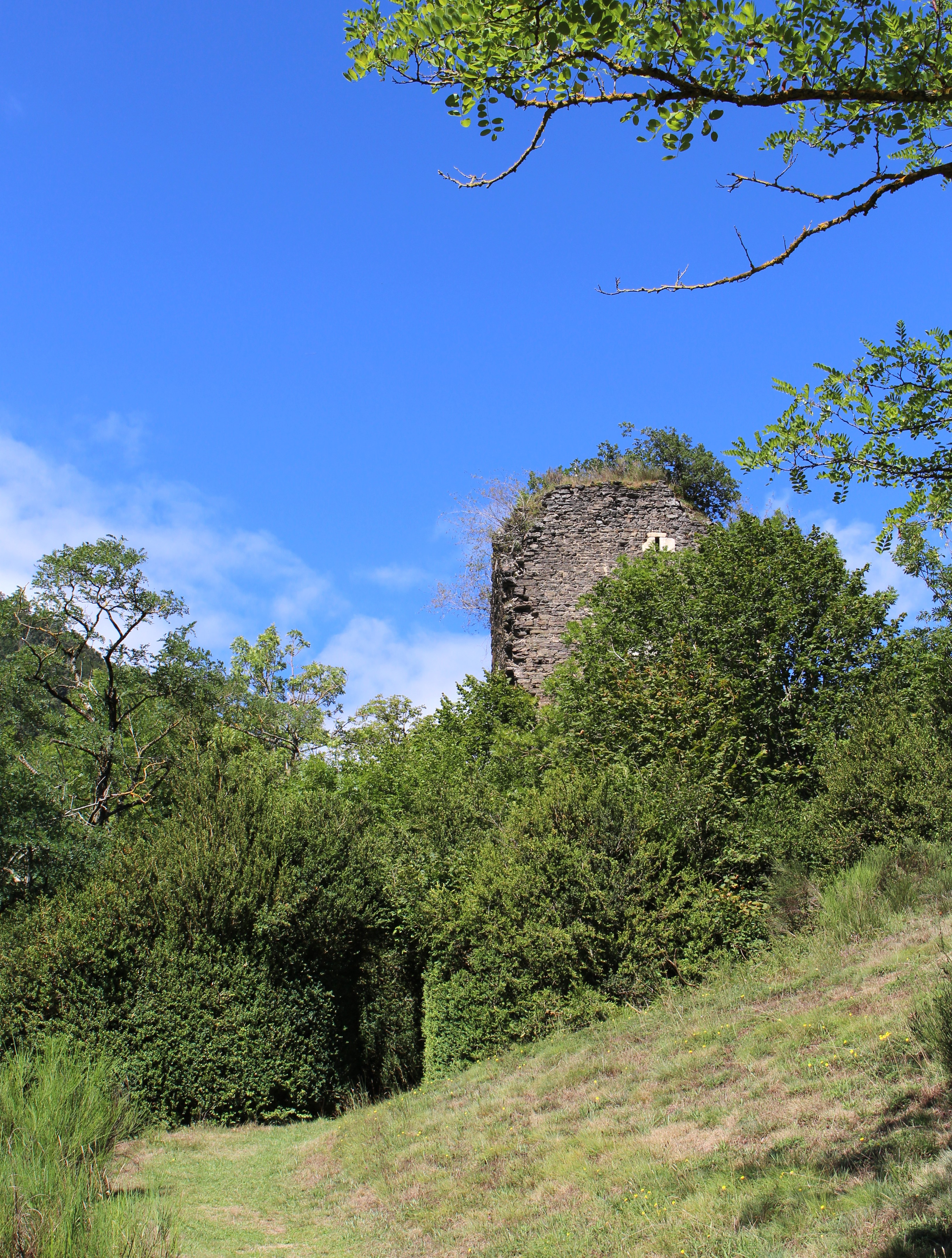
Vue de la tour.
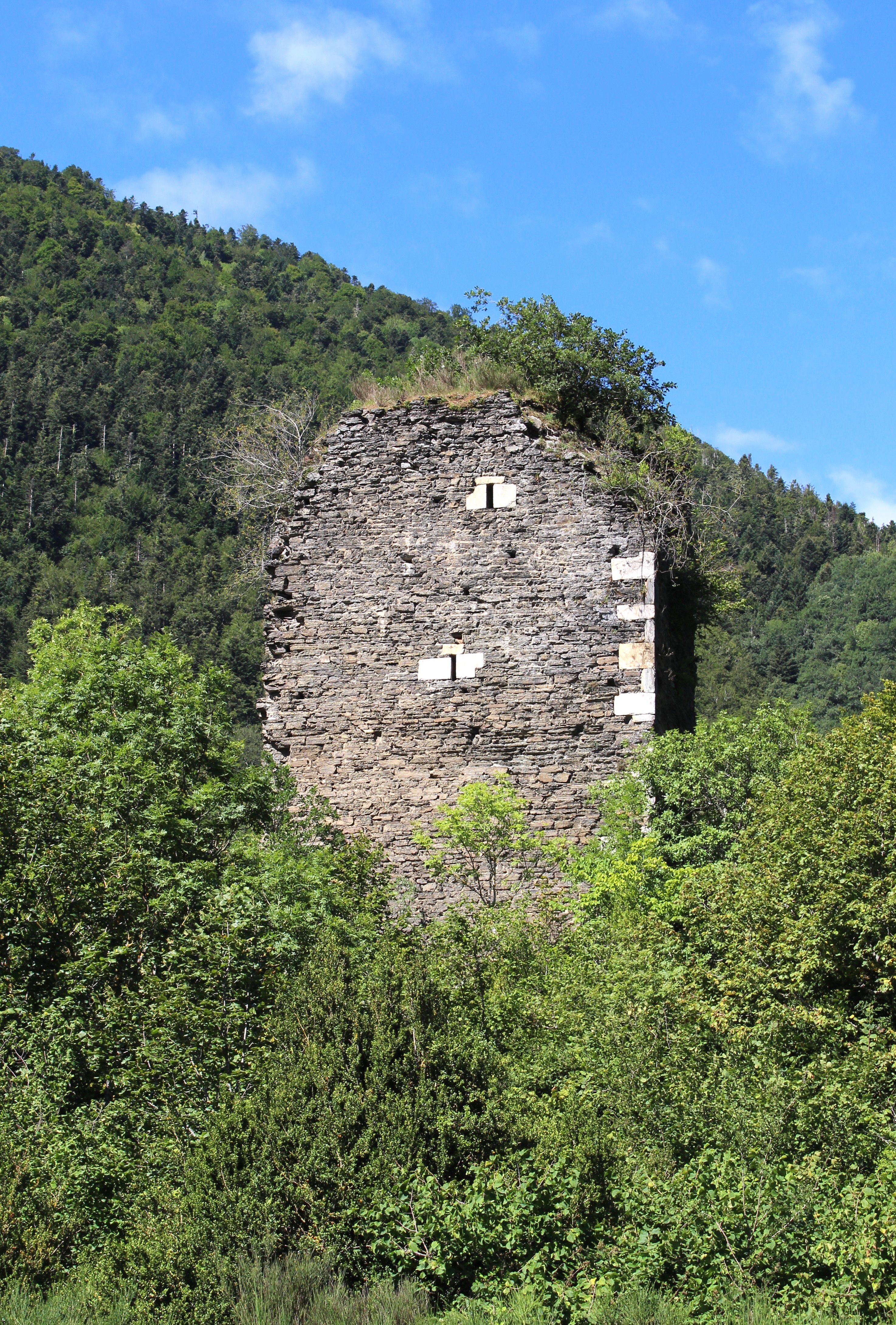